# Steuerstand

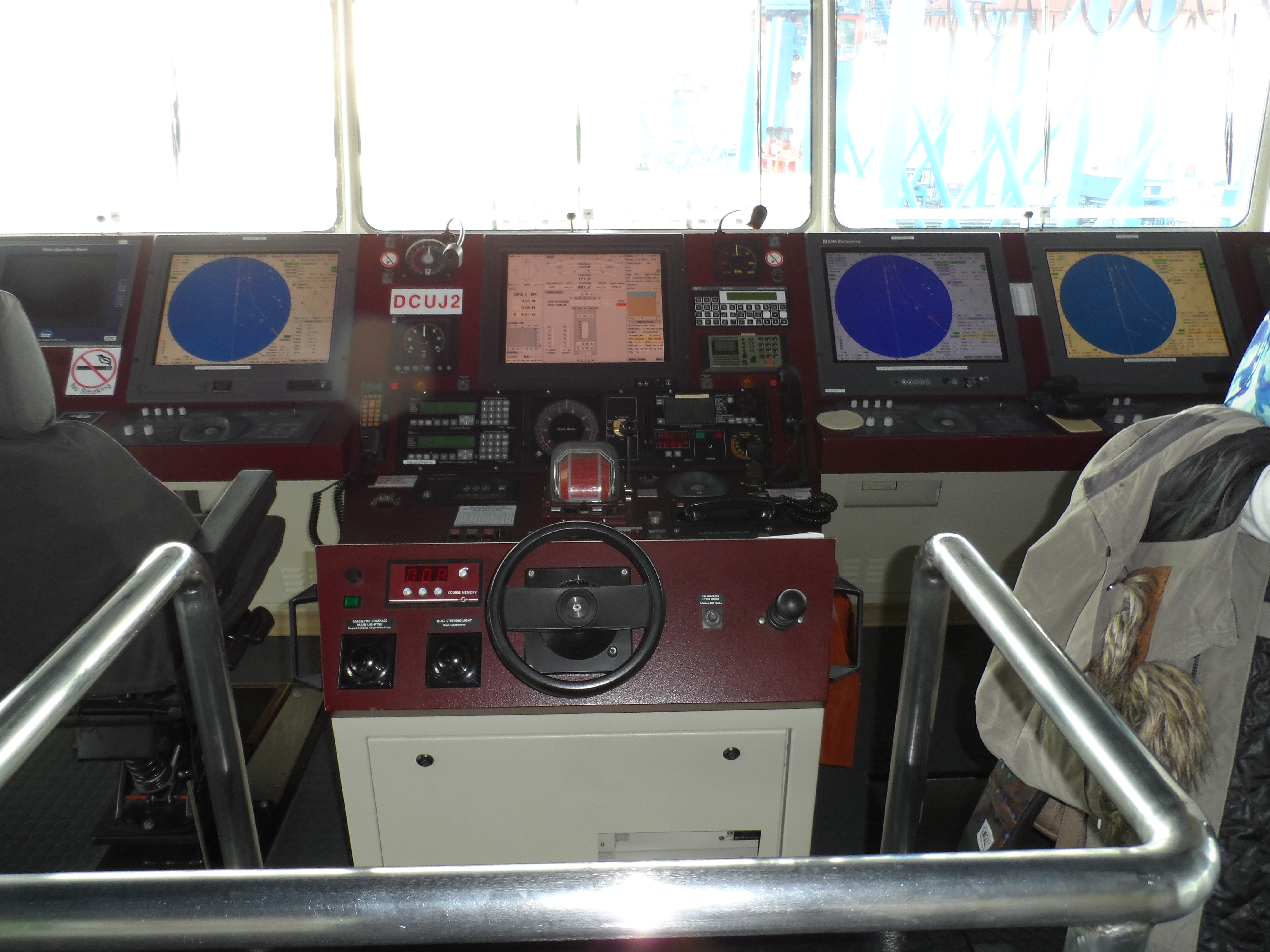
Steuerstand eines Containerschiffes

Ein Steuerstand ist eine Stelle, an der ein Steuermann steht und wichtige Funktionen eines größeren Wasserfahrzeuges steuern und regeln kann. Er ist meist mit zahlreichen navigatorischen Instrumenten, technischen Bedienungselementen sowie gegebenenfalls Kleincomputern ausgestattet. Diese dienen dem Manövrieren des Fahrzeugs, der Kontrolle über das Ruder, den Schiffsmotor und ähnliche wichtige Bedienungselemente. Der Steuerstand kann sowohl über, als auch unter Deck liegen.
Auffälligstes Teil des Steuerstandes ist das aufrechte Steuerrad, das jedoch auf computergesteuerten Schiffen durch einen Joystick ersetzt wurde. Bei Segelyachten befindet sich der Steuerstand auf Deck in der Plicht und ist an einer Steuersäule montiert (mit Kompass), Motorsegler und Motorboote haben den Steuerstand sehr häufig mittschiffs. Auf Seeschiffen befindet sich der Steuerstand auf der Kommandobrücke meist hoch über dem Hauptdeck. Besonders auf Revierfahrt oder bei An- und Ablegemanövern ist der Steuerstand stets von einem erfahrenen Rudergänger besetzt. Das kann in Abhängigkeit von der Situation auch der wachhabende Schiffsoffizier oder der Kapitän selbst sein.
Größere Seeschiffe haben heute neben dem Hauptsteuerstand auf der Brücke jeweils in beiden Brückennocken einen Fahrstand. - In der Vorcontainerzeit besaßen Seeschiffe neben ihren Steuerungs- und Kommandoelementen auf der Brücke, ein zusätzliches Notruder meistens auf dem Achterschiff bzw. direkt am Schiffsheck. - Kleinere Küstenmotorschiffe werden in der Regel auch heute noch in dieser Art ausgerüstet. - Historisch ist Steuerbord (rechts) die Stelle am Schiff gewesen, wo sich der Steuerstand befand. Der Name wird heute nur noch zur Seitenbezeichnung verwendet. 

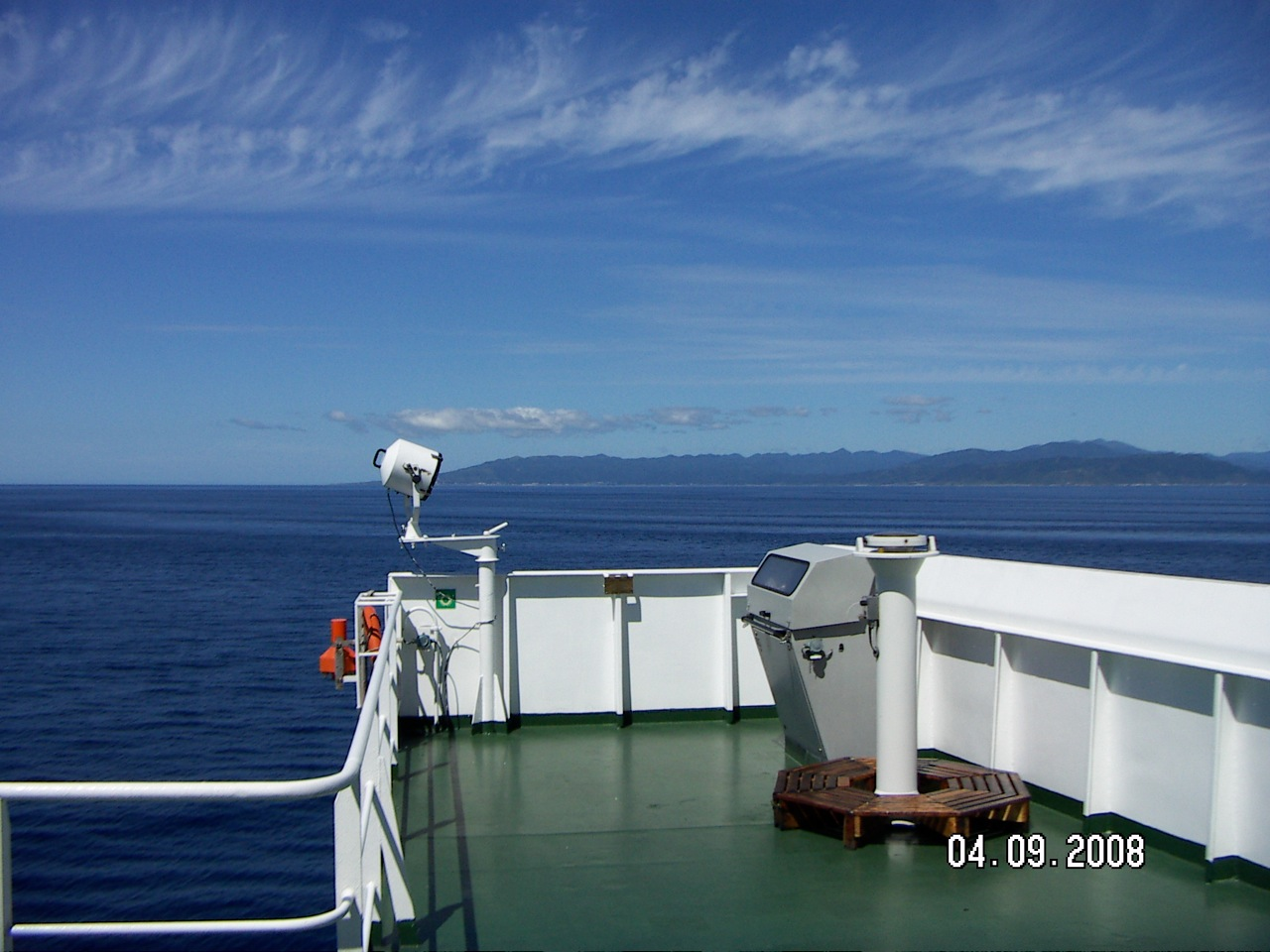
Steuerstand neben dem Peilkompass in der Brückennock eines Containerschiffs
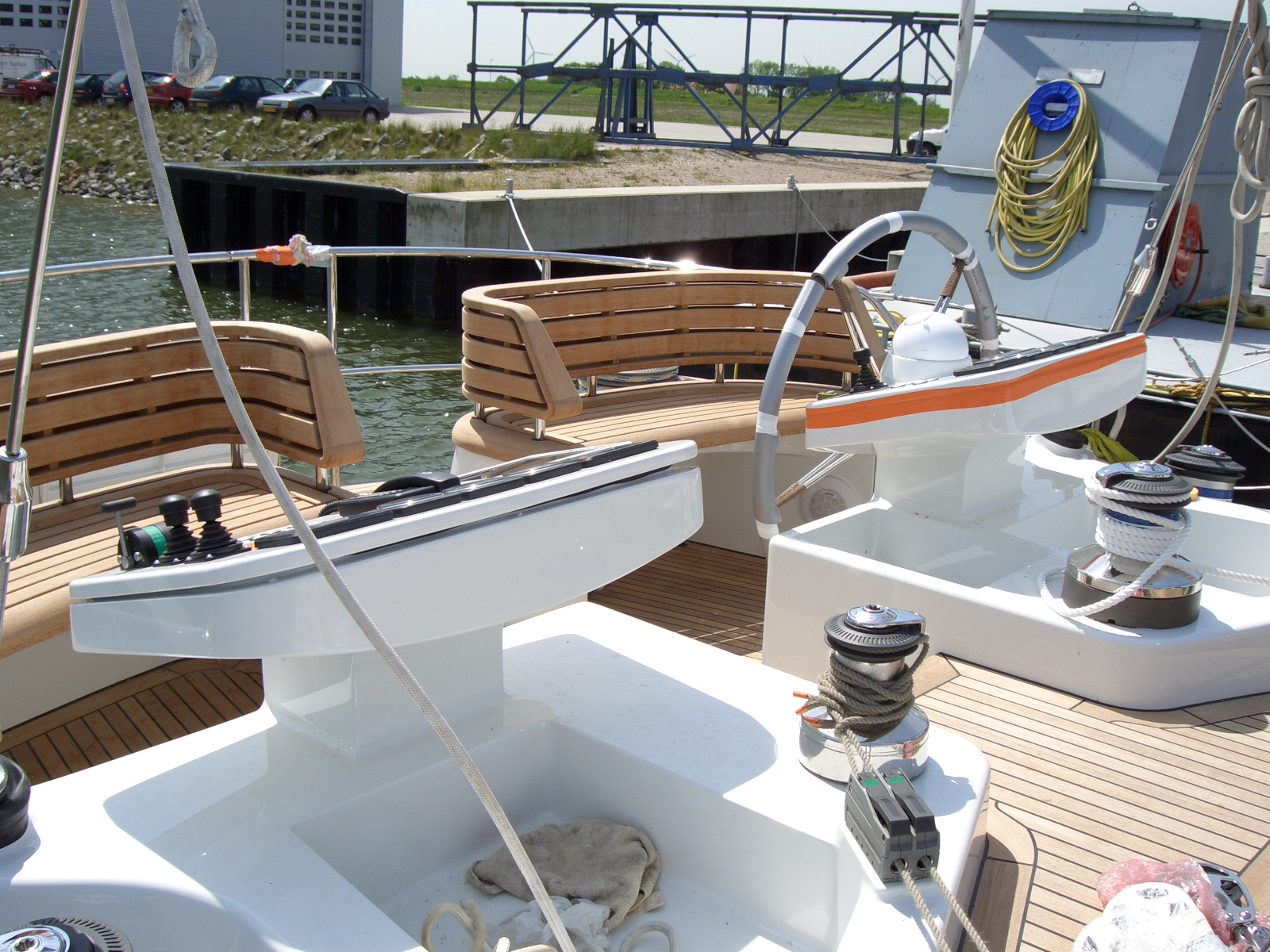
Plicht mit zwei Steuerständen auf einer großen Segelyacht
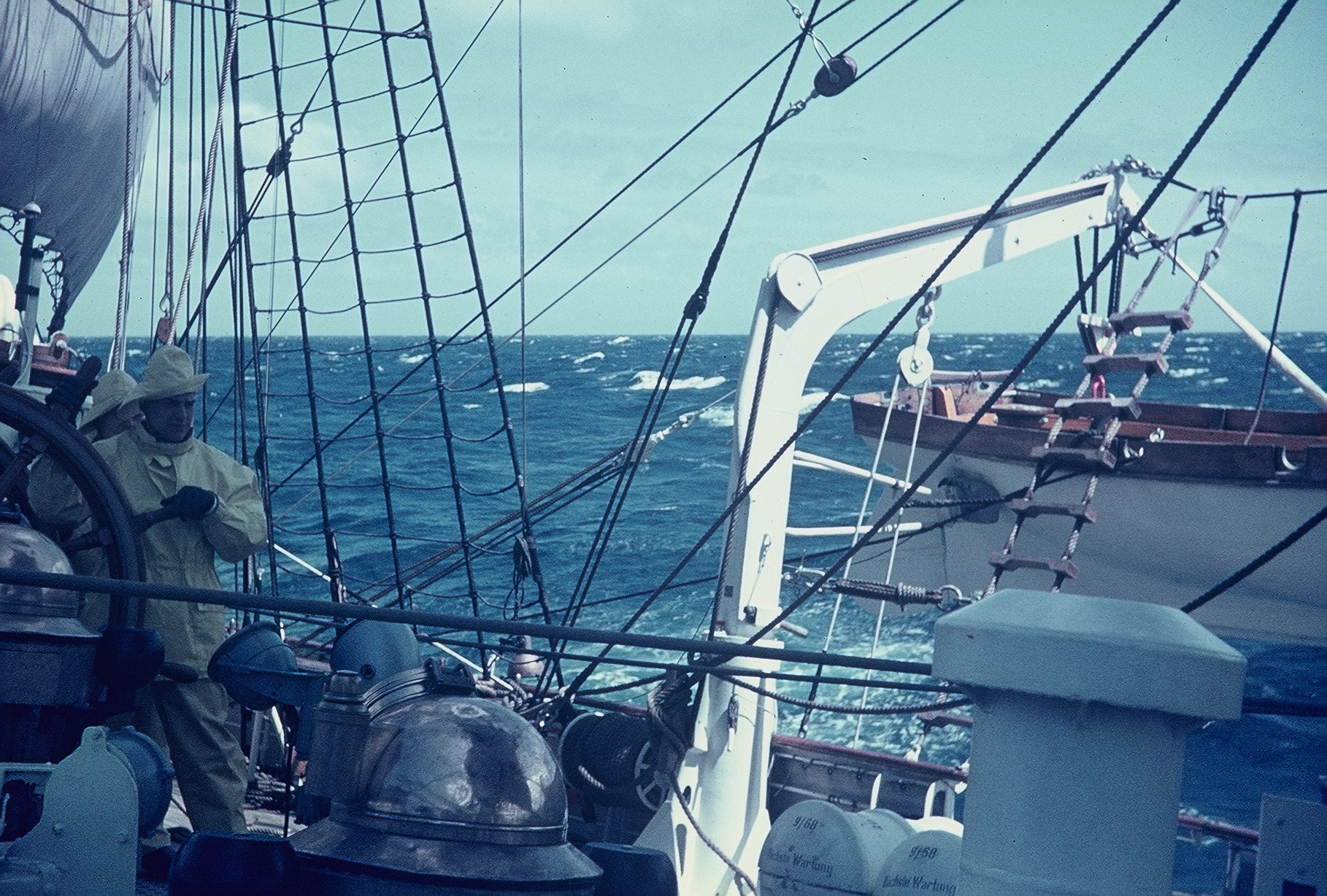
Steuerstand und Backbordkutter der Gorch Fock im Atlantik (1968)